# Кассар, Джефф
Дже́ффри Касса́р (англ. Jeffrey Cassar; 2 февраля 1974, Ливония, Мичиган, США) — американский футболист, выступавший на позиции вратаря, и футбольный тренер.

## Игровая карьера

### Клубная карьера
В 1992—1995 годах Кассар обучался во Флоридском международном университете, где выступал за университетскую команду в Национальной ассоциации студенческого спорта.
На драфте колледжей MLS 1996 Кассар был выбран восьмым в первом раунде клубом «Даллас Бёрн». За два года в команде он принял участие в двух играх.
На драфте расширения MLS 1997 Кассар был выбран клубом «Майами Фьюжн». В инаугуральном сезоне франшизы он стал основным голкипером, но в дальнейших сезонах потерял статус первого номера.
После ликвидации «Майами Фьюжн» в январе 2002 года Кассар на драфте расформирования MLS был вновь выбран клубом «Даллас Бёрн», но подписан не был. После чего уехал в Англию, где с марта по май 2002 года находился в составе «Болтон Уондерерс», а затем в июле проходил просмотр в «Ипсвич Таун».
Вернувшись в США, Кассар 31 июля 2002 года подписал контракт с клубом Эй-лиги «Атланта Силвербэкс». За «Силвербэкс» он сыграл в шести матчах.
18 сентября 2002 года Кассар был взят в клуб MLS «Метростарз».
4 марта 2003 года Кассар вернулся в «Даллас Бёрн». Он провёл в составе техасцев ещё четыре сезона.

### Международная карьера
Кассар был членом сборной студентов США, игравшей на летней Универсиаде 1993 года в Буффало.
В составе молодёжной сборной США Кассар принимал участие в чемпионате мира среди молодёжных команд 1993 года в Австралии, где выходил в стартовом составе во всех четырёх матчах сборной.
Кассар был в составе олимпийской сборной США на Панамериканских играх 1995 года в Мар-дель-Плате, а также входил в расширенную заявку на Олимпийские игры 1996 года в Атланте.

## Тренерская карьера
По окончании сезона 2006 Кассар завершил карьеру игрока, и вошёл в тренерский штаб «Далласа» в качестве тренера вратарей, сменив Стива Морроу, повышенного на должность главного тренера.
В мае 2007 года Кассар перешёл в «Реал Солт-Лейк», заняв аналогичную позицию в штабе Джейсона Крайса. В 2011 году он также стал первым ассистентом главного тренера. 18 декабря 2013 года Кассар был назначен новым главным тренером «Реал Солт-Лейк», сменив Крайса, перешедшего в «Нью-Йорк Сити». По окончании сезона 2016 клуб продлил соглашение с Кассаром ещё на один год. Однако, 20 марта 2017 года он был уволен, спустя лишь три тура после начала сезона 2017, в котором команда под его руководством успела потерпеть два поражения, а одну игру свела в ничью.